# Hundimiento del MV Karama
El MV Karama, ferry propiedad de la compañía marítima Sea Gull, naufragó el 18 de julio de 2012; 145 personas han sido rescatadas, de entre las 291 personas que viajaban a bordo: 251 adultos, 31 niños y 9 tripulantes en Zanzíbar (Océano Índico). Hay 78 víctimas.

## Desarrollo
El trasbordador, que había partido cerca de las 12:00 horas del miércoles (09:00 hora GMT) de Dar es Salaam hacia Unguja, naufragó a unos 48 kilómetros de esa isla, la mayor del archipiélago. Los primeros comentarios sobre las causas del naufragio asocian a este con los fuertes vientos y oleajes producidos por un temporal, las mismas que han explicado anteriores naufragios, como el ocurrido hace apenas un año.
Los fuertes vientos aparentemente provocaron el desastre, según las autoridades, pero legisladores y las familias de las víctimas también culpan al gobierno por negligencia, en especial por el hecho de que otro accidente de transbordador más letal ocurrió hace menos de un año.

## Reacciones
El ministro de Infraestructura y Comunicación de Zanzíbar, las islas semiautónomas, renunció luego de otro letal accidente de transbordador en menos de un año.
Hamad Msoud Hamad, ministro encargado del sector de transporte, quien se negó a renunciar la semana pasada luego de que algunos parlamentarios pidieron su renuncia, se convirtió en la persona que asumió la responsabilidad por el desastre.